# Max Strohmayer
Max Strohmayer (* 24. Februar 1919 in Markt Rettenbach; † 31. Mai 2014 in Mindelheim) war ein deutscher Politiker (Bayernpartei, später SPD).
Strohmayer besuchte die Volksschule in Markt Rettenbach und Weißenhorn sowie die Fortbildungsschule in Nersingen. Er machte die Lehre zum Handwerker, später zum Kaufmann, daraufhin arbeitete er als kaufmännischer Angestellter. Im Zweiten Weltkrieg war er bei der Wehrmacht im Einsatz, zuletzt als Feldwebel und Truppenführer, ehe er in Gefangenschaft geriet. Nach der Entlassung stieg er beim Landratsamt in Mindelheim als Verwaltungsangestellter ein, später war er dort Verkehrsreferent und Regierungshauptsekretär. Von 1950 bis 1958 saß er für die Bayernpartei im Bayerischen Landtag. Später wechselte er zur SPD, deren Ortsvorsitzender er eine Zeit lang war. Für diese trat er 1970 zunächst erfolglos für das erneute Landtagsmandat an, doch rückte er Ende 1972 für Axel Wernitz ins Parlament nach und gehörte diesem bis 1974 an. Außerdem saß er im Kreistag des Landkreises Mindelheim und im Mindelheimer Stadtrat, war Kreisvorsitzender der Arbeiterwohlfahrt und der ÖTV im Altkreis Mindelheim.